# 艾曼紐·德芙
艾曼紐·德芙（Emmanuelle Devos，1964年5月10日—）是一位法國演員，曾以《唇語驚魂》（Sur mes lèvres）獲得凱薩獎最佳女主角獎。2009年，艾曼紐·德芙以《最初始》獲得凱薩獎最佳女配角獎。2012年，艾曼紐·德芙擔任坎城影展評審團成員。

## 外部連結
- 艾曼紐·德芙在互联网电影资料库（IMDb）上的資料（英文）